# アサマノイタズラ
アサマノイタズラ（欧字名:Asamano Itazura、2018年4月1日 - ）は、日本の競走馬。2021年のセントライト記念の勝ち馬である。
馬名は群馬県の郷土かるたである上毛かるたの一文「浅間のいたずら 鬼の押し出し」より。

## 戦績

### 誕生・デビュー前

#### 母・ハイタッチクイーン
アサマノイタズラの母であるハイタッチクイーンは、2007年に北海道日高町の前野牧場に生産された父キングヘイロー、母オペラレディの牝馬である。当時の牧場代表であった前野博幸がオペラレディをジェイエスが行う繁殖セールで購入した際、既にお腹の中にいた子がハイタッチクイーンであった。博幸から牧場を継いだ前野真一代表によると、ハイタッチクイーンは「小さくて背ったれで、おでこがへこんでいるような馬」であったといい、購入した星野壽市オーナーも「こんなヤギみたいな馬を俺に売りつけやがって」と冗談を言うほどの馬体であったが、引退までに3勝を上げて6000万円以上の賞金を獲得し、前野代表は「会長、ヤギがずいぶん稼ぎましたね」とジョークで返したという。
繁殖入り後、牧場の経営が苦しい時から前野代表が世話になった星野オーナーの「前野牧場の馬で重賞を取りたい」という熱い想いもあり、ハイタッチクイーンにはオルフェーヴルを2回、ディープインパクトを1回配合するなど期待の種牡馬があてがわれたが、小柄な母からコンパクトに産まれた産駒は大成しなかった。「何とか馬格のある子供を」という願いから前野代表が第4仔の配合として選んだのが、現役時代は510キロ以上の大柄であったヴィクトワールピサだった。

#### 誕生
アサマノイタズラは2018年4月1日、母と同じく北海道日高町の前野牧場で産まれた。父はGⅠ3勝のヴィクトワールピサ、母ハイタッチクイーンという血統である。
配合を決めた前野代表の思惑通り、アサマノイタズラは1歳の6月頃には品のある垢抜けた馬体となった。前野代表は本馬の幼少期を「大人しくて放牧地でも素軽い走り。皮膚も薄くむちゃくちゃ良かった」と回顧している。また、星野壽市がオーナーとなることは既に決まっていたものの、前野代表が「セリに出してみたい」と思うほどの出来であったという。

#### 上毛かるた軍団
上毛かるたは群馬県の風物を詠んだ郷土かるたであり、高崎で会社を経営する星野オーナーは2017年デビューのライトカラカゼからヘイワノツカイ、ココロノトウダイなど毎年一世代一頭に上毛かるた由来の馬名をつけている。本馬はその4頭目にあたる。アサマノイタズラの名前の由来となった「浅間のいたずら 鬼の押し出し」という札は、浅間山のいたずら(噴火)によって流れ出た溶岩の広がる「鬼押出し(園)」を詠んだものである。

### 2歳（2020年）
12月13日に中山競馬場で行われた2歳新馬戦に鞍上嶋田純次で出走し3着となる。

### 3歳（2021年）
1月5日の3歳未勝利戦で新馬戦同様、嶋田純次とのコンビで出走し後続に4馬身差をつけ初勝利を挙げる。2月27日、水仙賞では1番人気に支持されるも直線で前が壁となり、スムーズさを欠いてしまったためにレッドヴェロシティの4着に敗れる。3月21日、スプリングステークスで初めて重賞に出走。鞍上の嶋田は前走の内容から乗り替わりも覚悟していたというが、引き続き手綱を任されることになった。レースでは手塚貴久調教師の「強気な競馬をしてくれ」という指示通り、中団から捲っていく競馬で一度は抜け出すもヴィクティファルスに捉えられ、アタマ差の2着となり皐月賞の優先出走権を得る。しかしクラシック登録の時期はデビュー前であり、ノド鳴りも見られたために登録しておらず、追加登録料200万円を払って4月18日、本番の皐月賞に出走。生産牧場の前野牧場にとっては初のクラシック出走、鞍上の嶋田はデビュー11年目でのG1初騎乗であった。しかし結果は疲労や外枠によるロスもあってか最下位の16着と大敗、短期放牧を挟んだ7月4日のラジオNIKKEI賞では5番人気に支持されるもまたしても12着と大敗する。
9月20日、菊花賞トライアルのセントライト記念では鞍上が田辺裕信に乗り替わりとなって9番人気で出走。道中は有力馬が好位でひしめき合う中で後方待機策を取り、4コーナー11番手から追い込むと、一旦は先頭に立ったソーヴァリアントをクビ差交わし優勝。騎乗していた田辺は「正直（前の馬を）全部とらえてくれるとは思わなかった。能力の高さに驚かされました」とコメントした。この勝利が牧場にとって初タイトルとなった前野牧場の前野代表は、レース中応接室でラグのある携帯電話の中継を見ており、直線に入ったところで隣の自宅から歓声が聞こえてきたことから「2着か3着くらいあるのかな」と思った瞬間にぐんぐん伸びていき勝利を飾ったため、遅れて歓喜の輪に加わり星野オーナーの息子と抱き合って喜んだという。アサマノイタズラはこのような事前評価を裏切る好走によって重賞4戦目での初制覇を飾るとともに菊花賞への優先出走権を獲得した。また、担当の手塚師はこの日が57歳の誕生日であり、「良い誕生日プレゼントをもらうことができました」とコメントした。
続くレースは皐月賞と同じく追加登録料200万円を払っての参戦となった菊花賞であったが、1周目のスタンド前で最後方まで位置が下がり、直線では上り最速タイの脚を使ったものの9着までが精いっぱいだった。次走は年内最後にグランプリレースの有馬記念を選択。投票上位10番目まで優先出走権が与えられるファン投票では11番目であったが、賞金順で6番目となり出走がかなった。しかし迎えたレース本番では道中最後方から反応がなく、鞍上の田辺もレース後に「こんな手応えは今までなかった。」「いつもスイッチが入るとガツンと反応してくれるが、今日は反応がなく不可解。何もなければいいのですが」と述べるほどの走りで最下位の16着に終わる。レース後、せきが出ていたことや調教と走りの違いを疑問に思った手塚調教師が検査をさせたところ、気管支に炎症を発症していたことが判明した。

### 4歳（2022年）
2022年は年明けから気管支炎の治療を行い、前日まで出否保留ではあったが、4歳初戦は鞍上を嶋田に戻しアメリカジョッキークラブカップに出走。レースは最後方から追い込んで4着に入った。続く日経賞では横山武史との新コンビで参戦。3番人気に支持されるも右に張る面が出てしまいリズムが取れず、8着に沈む。次走は鞍上を嶋田に戻し目黒記念に出走。これまでの戦績から“中山巧者”のイメージもある本馬にとって初の東京コースであったが、結果は11着に敗れた。

### 5歳（2023年）
長期の休養を終えて、7月29日の関越ステークスで実戦復帰したが見せ場なく16着と大敗すると、続くオールカマーでは終始後方のまま14着、アルゼンチン共和国杯では道中好位追走も直線で力尽き18着と殿負けに終わる。中1週で挑んだアンドロメダステークスでは中団から徐々にポジションを上げたが直線で伸び切れず9着、ディセンバーステークスは7着であった。

### 6歳（2024年）
2月18日の小倉大賞典で始動したが11着に沈むと、初のマイル戦となった3月10日の東風ステークスでは中団でレースを進めるも直線で失速して13着と惨敗。5月18日のメイステークスでは16着と4度目の殿負けとなった。この後、7月7日の七夕賞に出走予定であったが、レース前の同月3日に左前浅屈腱炎を発症して出走回避となった。9か月以上の休養が見込まれることから、翌4日に管理する手塚調教師より引退が公表され、7月6日付でJRAの競走馬登録を抹消された。引退後は中山競馬場で乗馬として供用され、翌2025年1月6日の中山競馬より誘導馬としてデビューしている。

## 競走成績
以下の内容は、JBISサーチおよびnetkeiba.comに基づく。
| 競走日     | 競馬場 | 競走名           | 格   | 距離（馬場）  | 頭 数 | 枠 番 | 馬 番 | オッズ （人気） | 着順 | タイム （上り3F） | 着差 | 騎手        | 斤量 [kg] | 1着馬（2着馬）       | 馬体重 [kg] |
| ---------- | ------ | ---------------- | ---- | ------------- | ----- | ----- | ----- | --------------- | ---- | ----------------- | ---- | ----------- | --------- | -------------------- | ----------- |
| 2020.12.13 | 中山   | 2歳新馬          |      | 芝1800m（良） | 13    | 6     | 9     | 007.80（3人）   | 03着 | R1:51.2（36.1）   | -0.8 | 0嶋田純次   | 55        | ディオスバリエンテ   | 506         |
| 2021.01.05 | 中山   | 3歳未勝利        |      | 芝2000m（良） | 16    | 6     | 11    | 008.40（4人）   | 01着 | R2:02.0（35.0）   | -0.6 | 0嶋田純次   | 56        | （コスモマイン）     | 500         |
| 0000.02.27 | 中山   | 水仙賞           | 1勝  | 芝2200m（良） | 11    | 5     | 5     | 003.20（1人）   | 04着 | R2:17.1（34.3）   | -0.4 | 0嶋田純次   | 56        | レッドヴェロシティ   | 490         |
| 0000.03.21 | 中山   | スプリングS      | GII  | 芝1800m（重） | 15    | 4     | 6     | 021.20（7人）   | 02着 | R1:52.0（36.2）   | -0.0 | 0嶋田純次   | 56        | ヴィクティファルス   | 500         |
| 0000.04.18 | 中山   | 皐月賞           | GI   | 芝2000m（稍） | 16    | 7     | 14    | 032.7（12人）   | 16着 | R2:03.6（39.8）   | -3.0 | 0嶋田純次   | 57        | エフフォーリア       | 494         |
| 0000.07.04 | 福島   | ラジオNIKKEI賞   | GIII | 芝1800m（稍） | 16    | 2     | 3     | 009.50（5人）   | 12着 | R1:49.1（35.6）   | -1.1 | 0嶋田純次   | 56        | ヴァイスメテオール   | 502         |
| 0000.09.20 | 中山   | セントライト記念 | GII  | 芝2200m（良） | 14    | 2     | 2     | 042.70（9人）   | 01着 | R2:12.3（34.6）   | -0.1 | 0田辺裕信   | 56        | （ソーヴァリアント） | 498         |
| 0000.10.24 | 阪神   | 菊花賞           | GI   | 芝3000m（良） | 18    | 1     | 2     | 013.10（5人）   | 09着 | R3:06.0（34.7）   | -1.4 | 0田辺裕信   | 57        | タイトルホルダー     | 492         |
| 0000.12.26 | 中山   | 有馬記念         | GI   | 芝2500m（良） | 16    | 7     | 14    | 051.1（10人）   | 16着 | R2:35.4（38.4）   | -3.4 | 0田辺裕信   | 55        | エフフォーリア       | 496         |
| 2022.01.23 | 中山   | AJCC             | GII  | 芝2200m（良） | 14    | 2     | 2     | 018.80（7人）   | 04着 | R2:13.0（34.8）   | -0.3 | 0嶋田純次   | 56        | キングオブコージ     | 494         |
| 0000.03.26 | 中山   | 日経賞           | GII  | 芝2500m（稍） | 15    | 7     | 12    | 008.10（3人）   | 08着 | R2:36.3（34.9）   | -0.9 | 0横山武史   | 56        | タイトルホルダー     | 502         |
| 0000.05.29 | 東京   | 目黒記念         | GII  | 芝2500m（良） | 18    | 7     | 14    | 030.9（11人）   | 11着 | R2:32.7（33.7）   | -0.6 | 0嶋田純次   | 56        | ボッケリーニ         | 508         |
| 2023.07.29 | 新潟   | 関越S            | OP   | 芝1800m（良） | 18    | 3     | 5     | 082.1（13人）   | 16着 | R1:45.9（34.1）   | -1.5 | 0嶋田純次   | 59        | ストーリア           | 518         |
| 0000.09.24 | 中山   | オールカマー     | GII  | 芝2200m（良） | 15    | 2     | 3     | 138.1（13人）   | 14着 | R2:14.0（36.0）   | -2.0 | 0嶋田純次   | 57        | ローシャムパーク     | 510         |
| 0000.11.05 | 東京   | AR共和国杯       | GII  | 芝2500m（良） | 18    | 8     | 18    | 176.3（18人）   | 18着 | R2:31.4（36.3）   | -1.5 | 0柴田善臣   | 56        | ゼッフィーロ         | 510         |
| 0000.11.18 | 京都   | アンドロメダS    | L    | 芝2000m（稍） | 16    | 3     | 5     | 049.4（10人）   | 09着 | R2:00.2（35.7）   | -1.0 | 0嶋田純次   | 55        | ディープモンスター   | 500         |
| 0000.12.17 | 中山   | ディセンバーS    | L    | 芝1800m（良） | 13    | 6     | 9     | 038.4（11人）   | 07着 | R1:48.3（35.6）   | -0.5 | 0嶋田純次   | 59        | ロングラン           | 506         |
| 2024.02.18 | 小倉   | 小倉大賞典       | GIII | 芝1800m（良） | 15    | 2     | 4     | 027.2（11人）   | 11着 | R1:46.1（34.8）   | -1.0 | 0嶋田純次   | 55        | エピファニー         | 506         |
| 0000.03.10 | 中山   | 東風S            | L    | 芝1600m（良） | 14    | 2     | 2     | 068.0（10人）   | 13着 | R1:34.8（36.0）   | -1.4 | 0嶋田純次   | 59        | ディオ               | 508         |
| 0000.05.18 | 東京   | メイS            | OP   | 芝1800m（良） | 16    | 4     | 7     | 118.3（14人）   | 16着 | R1:47.1（33.9）   | -2.0 | 0T.オシェア | 55        | プレサージュリフト   | 506         |

## 血統表
| アサマノイタズラの血統            | アサマノイタズラの血統                                                                        | アサマノイタズラの血統                                                                        | （血統表の出典）                                                                              | （血統表の出典）  |
| 父系                              | サンデーサイレンス系                                                                          | サンデーサイレンス系                                                                          | サンデーサイレンス系                                                                          | [ § 2 ]           |
| 父 ヴィクトワールピサ 2007 黒鹿毛 | 父の父ネオユニヴァース 2000 鹿毛                                                              | *サンデーサイレンス                                                                           | Halo                                                                                          | Halo              |
| 父 ヴィクトワールピサ 2007 黒鹿毛 | 父の父ネオユニヴァース 2000 鹿毛                                                              | *サンデーサイレンス                                                                           | Wishing Well                                                                                  |                   |
| 父 ヴィクトワールピサ 2007 黒鹿毛 | 父の父ネオユニヴァース 2000 鹿毛                                                              | *ポインテッドパス                                                                             | Kris                                                                                          | Kris              |
| 父 ヴィクトワールピサ 2007 黒鹿毛 | 父の父ネオユニヴァース 2000 鹿毛                                                              | *ポインテッドパス                                                                             | Silken Way                                                                                    |                   |
| 父 ヴィクトワールピサ 2007 黒鹿毛 | 父の母*ホワイトウォーターアフェア Whitewater Affair 1993 栗毛                                 | Machiavellian                                                                                 | Mr. Prospector                                                                                | Mr. Prospector    |
| 父 ヴィクトワールピサ 2007 黒鹿毛 | 父の母*ホワイトウォーターアフェア Whitewater Affair 1993 栗毛                                 | Machiavellian                                                                                 | Coup de Foile                                                                                 |                   |
| 父 ヴィクトワールピサ 2007 黒鹿毛 | 父の母*ホワイトウォーターアフェア Whitewater Affair 1993 栗毛                                 | Much Too Risky                                                                                | Bustino                                                                                       | Bustino           |
| 父 ヴィクトワールピサ 2007 黒鹿毛 | 父の母*ホワイトウォーターアフェア Whitewater Affair 1993 栗毛                                 | Much Too Risky                                                                                | Short Rations                                                                                 |                   |
| 母 ハイタッチクイーン 2007 栗毛   | 母の父キングヘイロー 1995 鹿毛                                                                | *ダンシングブレーヴ                                                                           | Lyphard                                                                                       | Lyphard           |
| 母 ハイタッチクイーン 2007 栗毛   | 母の父キングヘイロー 1995 鹿毛                                                                | *ダンシングブレーヴ                                                                           | Navajo Princess                                                                               |                   |
| 母 ハイタッチクイーン 2007 栗毛   | 母の父キングヘイロー 1995 鹿毛                                                                | *グッバイヘイロー                                                                             | Halo                                                                                          | Halo              |
| 母 ハイタッチクイーン 2007 栗毛   | 母の父キングヘイロー 1995 鹿毛                                                                | *グッバイヘイロー                                                                             | Pound Foolish                                                                                 |                   |
| 母 ハイタッチクイーン 2007 栗毛   | 母の母オペラレディ 2001 栗毛                                                                  | *オペラハウス                                                                                 | Sadler's Wells                                                                                | Sadler's Wells    |
| 母 ハイタッチクイーン 2007 栗毛   | 母の母オペラレディ 2001 栗毛                                                                  | *オペラハウス                                                                                 | Colorspin                                                                                     |                   |
| 母 ハイタッチクイーン 2007 栗毛   | 母の母オペラレディ 2001 栗毛                                                                  | *レディステラ                                                                                 | Crafty Prospector                                                                             | Crafty Prospector |
| 母 ハイタッチクイーン 2007 栗毛   | 母の母オペラレディ 2001 栗毛                                                                  | *レディステラ                                                                                 | Maggie J. Jones                                                                               |                   |
| 母系(F-No.)                       | レディステラ(USA)系(FN:3-h)                                                                   | レディステラ(USA)系(FN:3-h)                                                                   | レディステラ(USA)系(FN:3-h)                                                                   | [ § 3 ]           |
| 5代内の近親交配                   | Halo 4 × 5 × 4= 15.63％、Mr. Prospector 4 × 5= 9.38％、Northern Dancer 5 × 5（母内） = 6.25％ | Halo 4 × 5 × 4= 15.63％、Mr. Prospector 4 × 5= 9.38％、Northern Dancer 5 × 5（母内） = 6.25％ | Halo 4 × 5 × 4= 15.63％、Mr. Prospector 4 × 5= 9.38％、Northern Dancer 5 × 5（母内） = 6.25％ | [ § 4 ]           |
| 出典                              | 1. 2. 3. 4.                                                                                   | 1. 2. 3. 4.                                                                                   | 1. 2. 3. 4.                                                                                   | 1. 2. 3. 4.       |

- 3代母レディステラは1997年のフェアリーステークス勝ち馬。